# Електромагнітне випромінювання

Спектр електромагнітного випромінювання

Електромагн́ітне випром́інювання (англ. electromagnetic radiation) — взаємопов'язані коливання електричного (Е) i магнітного (B) полів, що утворюють електромагнітне поле, а також процес утворення вільного електромагнітного поля за нерівномірного руху та взаємодії електричних зарядів. Розповсюдження випромінення здійснюється за допомогою електромагнітних хвиль. Електромагнітні хвилі випромінюються зарядженими частинками, атомами, молекулами, антенами та іншими випромінювальними системами. Електромагнітне випромінювання — це потік фотонів, який лише за великої їх кількості можна розглядати як неперервний процес.

## Види електромагнітних коливань
Розрізняють вимушені (під впливом зовнішніх джерел) і власні електромагнітні коливання. У необмеженому просторі або в системах з втратами енергії можливі електромагнітні коливання з неперервним спектром частот. Просторово обмежені системи мають дискретний спектр частот, причому кожній частоті відповідає один або кілька незалежних типів коливань (мод) на власних частотах.
Представлення коливань у вигляді суперпозиції мод з неперервним або дискретним спектром можливе для довільної складної системи провідників та діелектриків, якщо поля, струм або заряди в них зв'язані між собою лінійними співвідношеннями.

## Основні характеристики
Основними характеристиками електромагнітного випромінювання заведено вважати частоту, довжину хвилі і поляризацію.
Довжина хвилі прямо пов'язана з частотою через (групову) швидкість поширення випромінювання. Групова швидкість поширення електромагнітного випромінювання у вакуумі дорівнює швидкості світла, в інших середовищах ця швидкість є меншою. Фазова швидкість електромагнітного випромінювання у вакуумі також дорівнює швидкості світла, у різних середовищах вона може бути як меншою, так і більшою від швидкості світла.

### Інші процеси та явища
У неоднорідному середовищі спостерігаються явища відбивання, заломлення, дифракції та інтерференції електромагнітних хвиль.

## Наукові галузі, що займаються вивченням електромагнітного випромінювання
Описом властивостей і параметрів електромагнітного випромінювання у цілому займається класична електродинаміка, хоча властивостями випромінювання окремих областей спектра займаються певні спеціалізовані розділи фізики (частково так склалося історично, частково обумовлено істотною конкретною специфікою, особливо щодо взаємодії випромінювання різних діапазонів з речовинами, частково також специфікою прикладних задач). До таких спеціалізованих розділів належать оптика (та її розділи) і радіофізика. Жорстким електромагнітним випромінюванням короткохвильового діапазону спектра займається фізика високих енергій.
Існують з різницею у деталях та ступені спільності різні теорії, що дозволяють змоделювати й дослідити властивості й прояви електромагнітного випромінювання. Найбільш основоположною із завершених та перевірених теорій такого роду є квантова електродинаміка, з якої шляхом тих чи інших спрощень можна в принципі отримати усі перераховані нижче теорії, що мають широке застосування у своїх областях. Для опису низькочастотного електромагнітного випромінювання в макроскопічній області використовують, зазвичай, класичну електродинаміку, що ґрунтується на рівняннях Максвелла, причому існують її спрощення у прикладних застосуваннях. Для оптичного випромінювання (аж до рентгенівського діапазону) застосовують оптику (зокрема, фізичну оптику, коли розміри деяких частин оптичної системи близькі до довжин хвиль; квантову оптику, коли істотними є процеси поглинання, випромінювання і розсіювання фотонів; геометричну оптику — граничний випадок хвильової оптики, коли довжиною хвилі випромінювання можна знехтувати). Гамма-випромінювання найчастіше є предметом ядерної фізики, з інших — медичних і біологічних — позицій вивчається вплив електромагнітного випромінювання у радіології. Існує також низка областей — фундаментальних і прикладних — таких, як астрофізика, фотохімія, біологія фотосинтезу і зорового сприйняття, ряд областей спектрального аналізу, для яких електромагнітне випромінювання (найчастіше — певного діапазону) і його взаємодія з речовиною відіграють ключову роль. Всі ці області межують і навіть перетинаються з описаними вище розділами фізики.

## Діапазони електромагнітного випромінювання
Електромагнітне випромінювання заведено розділяти за частотними діапазонами (див. таблицю). Між діапазонами немає чітких переходів, іноді вони перекриваються, а межі між ними є умовними. Оскільки швидкість поширення випромінювання (у вакуумі) стала, то частота його коливань жорстко пов'язана з довжиною хвилі у вакуумі.
| Назва діапазону             | Назва діапазону             | Довжини хвиль, λ | Частота, ν              | Джерела випромінювання                                         |
| --------------------------- | --------------------------- | ---------------- | ----------------------- | -------------------------------------------------------------- |
| Радіохвилі                  | наддовгі                    | понад 10 км      | до 30 кГц               | Атмосферні та магнітосферні явища. Радіозв'язок.               |
| Радіохвилі                  | Довгі                       | 10 км — 1 км     | 30 кГц — 300 кГц        | Атмосферні та магнітосферні явища. Радіозв'язок.               |
| Радіохвилі                  | Середні                     | 1 км — 100 м     | 300 кГц — 3 МГц         | Атмосферні та магнітосферні явища. Радіозв'язок.               |
| Радіохвилі                  | Короткі                     | 100 м — 10 м     | 3 МГц — 30 МГц          | Атмосферні та магнітосферні явища. Радіозв'язок.               |
| Радіохвилі                  | Ультракороткі               | 10 м — 1 мм      | 30 МГц — 300 ГГц        | Атмосферні та магнітосферні явища. Радіозв'язок.               |
| Інфрачервоне випромінювання | Інфрачервоне випромінювання | 1 мм — 780 нм    | 300 ГГц — 429 ТГц       | Вивчення молекул і атомів при теплових та електричних впливах. |
| Видиме випромінювання       | Видиме випромінювання       | 780—380 нм       | 429 ТГц — 750 ТГц       | Вивчення молекул і атомів при теплових та електричних впливах. |
| Ультрафіолетові             | Ультрафіолетові             | 380нм — 10нм     | 3× 1014 Гц — 3× 1016 Гц | Випромінювання атомів під впливом прискорених електронів.      |
| Рентгенівські               | Рентгенівські               | 10 нм — 5 пм     | 3× 1016Гц — 6× 1019 Гц  | Атомні процеси при впливі прискорених заряджених частинок.     |
| Гамма                       | Гамма                       | до 5 пм          | понад 6× 1019 Гц        | Ядерні і космічні процеси, радіоактивний розпад.               |

Радіохвилі. Ультракороткі радіохвилі заведено поділяти на метрові, дециметрові, сантиметрові, міліметрові й субміліметрові (мікрометрові). Хвилі довжиною λ < 1 м (ν > 300 МГц) прийнято також називати мікрохвилями або хвилями надвисоких частот (НВЧ).
Іонізаційне електромагнітне випромінювання. До цієї групи традиційно відносять рентгенівське і гамма-випромінювання, хоча, іонізувати атоми може й ультрафіолетове випромінювання, і навіть видиме світло. Межі областей рентгенівського й гамма-випромінювання можуть бути визначеними лише досить умовно. Для загальної орієнтації можна прийняти, що енергія рентгенівських квантів лежить у межах 20 еВ — 0,1 МеВ, а енергія гамма-квантів — вище від 0,1 МеВ. У вузькому розумінні гамма-випромінювання здійснюється ядром, а рентгенівське — атомною електронною оболонкою при вибиванні електрона з низькорозташованих орбіт, хоча ця класифікація незастосована до жорсткого випромінювання, що генерується без участі атомів і ядер (наприклад, синхротронного чи гальмівного випромінювання).

## Правове регулювання в Україні
Гранично допустимі рівні електромагнітного випромінювання визначаються відповідно до Державних санітарних норм і правил захисту населення від впливу електромагнітних випромінювань, затверджених наказом Міністерства охорони здоров'я України від 01 серпня 1996 року № 239, зареєстрованих у Міністерстві юстиції України 29 серпня 1996 року за № 488/1513.